# 施仲宏
（1946年8月3日—），英國工黨政治家。1997年至2001年曾任內務大臣，後自2001年至2006年5月5日出任外交大臣，及後又曾任下議院領袖兼掌璽大臣之職，2007年6月28日至2010年5月11日間任大法官兼司法大臣，是有史以來第一次由庶民擔任此職。

## 政治生涯

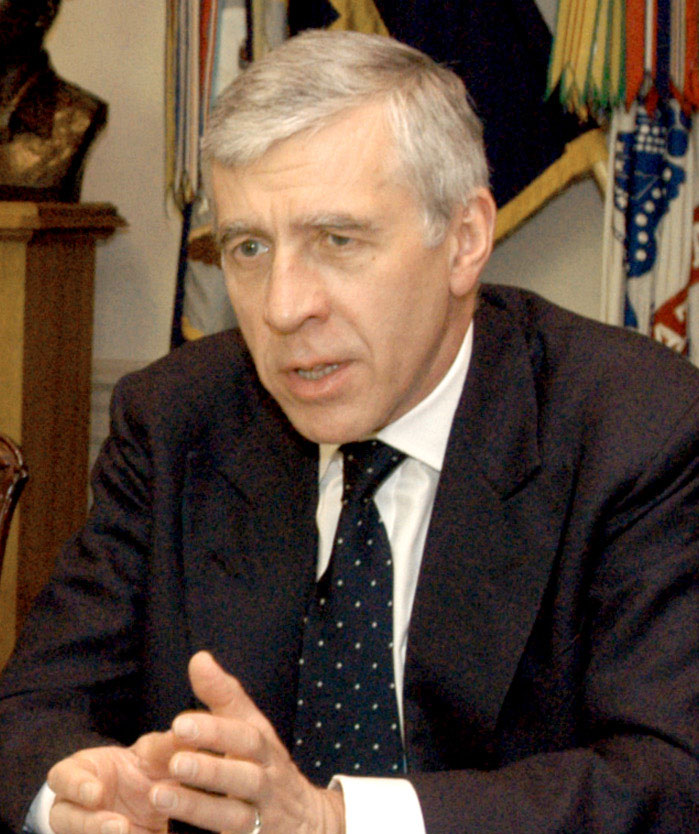
斯特劳與美國防長倫斯斐在2005年的會議。

自1979年至2015年，他一直出任下議院布力般選區議員。

### 內政大臣
1997－2001年，工黨上台后，他出任內政大臣。

### 外交大臣
2001－2006年，他出任外交大臣。任內與工黨政府積極推動英國參與伊拉克戰爭，作為外交大臣的他，起到關鍵的作用，他亦投票支持戰爭法案。

### 大法官和司法大臣
2007年戈登·布朗接任首相後，他出任司法大臣。
2009年10月22日，他代表工黨政府出席BBC節目，對極右派英國國家黨領袖Nick Griffin的種族歧視主張及反外國移民立場作出反擊及批判。

## 外部連結
| 官衔                | 官衔                     | 官衔            |
| ------------------- | ------------------------ | --------------- |
| 前任者： 夏偉明     | 內政大臣 1997年–2001年   | 繼任者： 白文傑 |
| 前任者： 郭偉邦     | 外交大臣 2001年–2006年   | 繼任者： 貝嘉晴 |
| 前任者： 禤智輝     | 下議院領袖 2006年–2007年 | 繼任者： 夏雅雯 |
| 前任者： 禤智輝     | 掌璽大臣 2006年–2007年   | 繼任者： 夏雅雯 |
| 前任者： 范克林勳爵 | 大法官 2007年 - 2010年   | 繼任者： 祁淦禮 |
| 前任者： 范克林勳爵 | 司法大臣 2007年 - 2010年 | 繼任者： 祁淦禮 |